# Narodowy rezerwat przyrody Kněhyně – Čertův mlýn
Narodowy rezerwat przyrody Kněhyně – Čertův mlýn (cz. Národní přírodní rezervace Kněhyně – Čertův mlýn) – narodowy rezerwat przyrody na terenie Czech, w kraju morawsko-śląskim (powiat Frydek-Mistek) i zlińskim (powiat Vsetín). Obejmuje przyszczytowe partie gór Kněhyně i Čertův mlýn w Beskidzie Morawsko-Śląskim, na wysokości od 965 do 1257 m n.p.m. Zajmuje 195,02 ha powierzchni (142,28 w powiecie Frýdek-Místek i 52,74 w powiecie Vsetín) w granicach CHKO Beskidy. Został utworzony 19 stycznia 1989.